# ポカホンタス (競走馬)
ポカホンタス（Pocahontas、1837年 - 1870年）は、イギリスの競走馬・繁殖牝馬。牡馬に比べて産駒数が限定される牝馬にもかかわらず、後世のサラブレッドに非常に大きな影響を残した。馬名の由来はアメリカインディアンの女性ポカホンタスと言われている。

## 生涯
ポカホンタスは父グレンコーがアメリカに輸出される前に残した唯一の傑作で、史上もっとも偉大な繁殖牝馬として知られている。現役時代はクルシフィックスと同期で、実際に同じレースを走ったこともあったが、激しい気性のせいか競走成績は遙か及ばず、オークス（4着）、グッドウッドカップ（4着）に挑戦するも9戦して未勝利に終わっている。
5歳時に引退して繁殖牝馬になったが当初は活躍馬を出せず、初子、2番仔とも未勝利に終わった。その後の仔もドリーバーデンが1勝を挙げるも芳しくない成績が続いていたが、1849年に5番仔として生まれたストックウェルは大活躍を見せ、1852年に二冠を制し、種牡馬としても計7度のイギリスリーディングサイアーに輝いた。
翌年その全弟として生まれたラタプランも名馬となり、タフに走って42勝、種牡馬としても成功した。さらにその翌年1851年に生まれたキングトムはダービーステークスで2着になり、種牡馬としても2度リーディングサイアーになった。その後の産駒もまずまずの活躍を見せ11頭が勝ち上がり、25歳のとき15頭目の産駒を生んだのち、33歳で死亡したという（英語版に産駒のリストがあるのでそちらも参照されたい）。最後の産駒アローカリアも繁殖牝馬として3頭のクラシック馬を出す成功を残した。

## 影響
後のヴュイエ大佐の研究では、ポカホンタスの血統的影響力は、19世紀のサラブレッドのなかでもセントサイモン、ガロピン、タッチストン、ストックウェルに次ぐとする。ヴュイエが影響力の大きな先祖馬としてリストした18頭のうち、ポカホンタスは唯一の牝馬である。

## 血統表
| ポカホンタスの血統（グレンコー系（ヘロド系） / Whiskey 4×4=12.50%（母内）、Gohanna 5x4=9.38%、Mercury 5x5=6.25%、Diomed 5x5=6.25%（母内））（牝系の面からは3-n族の祖） | ポカホンタスの血統（グレンコー系（ヘロド系） / Whiskey 4×4=12.50%（母内）、Gohanna 5x4=9.38%、Mercury 5x5=6.25%、Diomed 5x5=6.25%（母内））（牝系の面からは3-n族の祖） | ポカホンタスの血統（グレンコー系（ヘロド系） / Whiskey 4×4=12.50%（母内）、Gohanna 5x4=9.38%、Mercury 5x5=6.25%、Diomed 5x5=6.25%（母内））（牝系の面からは3-n族の祖） | （血統表の出典）   | （血統表の出典）   |
| 父 Glencoe 1831 栗毛 | 父の父Sultan 1816 鹿 | Selim 1802 | Buzzard            | Buzzard            |
| 父 Glencoe 1831 栗毛 | 父の父Sultan 1816 鹿 | Selim 1802 | Alexander Mare     |                    |
| 父 Glencoe 1831 栗毛 | 父の父Sultan 1816 鹿 | Bacchante 1809 | Williamson's Ditto | Williamson's Ditto |
| 父 Glencoe 1831 栗毛 | 父の父Sultan 1816 鹿 | Bacchante 1809 | Mercury Mare       |                    |
| 父 Glencoe 1831 栗毛 | 父の母Trampoline 1825 | Tramp 1810 | Dick Andrews       | Dick Andrews       |
| 父 Glencoe 1831 栗毛 | 父の母Trampoline 1825 | Tramp 1810 | Gohanna Mare       |                    |
| 父 Glencoe 1831 栗毛 | 父の母Trampoline 1825 | Web 1808 鹿 | Waxy               | Waxy               |
| 父 Glencoe 1831 栗毛 | 父の母Trampoline 1825 | Web 1808 鹿 | Penelope           |                    |
| 母 Marpessa 1830 | 母の父Muley 1810 鹿 | Orville 1799 鹿 | Beningbrough       | Beningbrough       |
| 母 Marpessa 1830 | 母の父Muley 1810 鹿 | Orville 1799 鹿 | Evelina            |                    |
| 母 Marpessa 1830 | 母の父Muley 1810 鹿 | Eleanor 1798 | Whiskey            | Whiskey            |
| 母 Marpessa 1830 | 母の父Muley 1810 鹿 | Eleanor 1798 | Y.Giantess         |                    |
| 母 Marpessa 1830 | 母の母Clare 1824 | Marmion 1806 | Whiskey            | Whiskey            |
| 母 Marpessa 1830 | 母の母Clare 1824 | Marmion 1806 | Y.Noisette         |                    |
| 母 Marpessa 1830 | 母の母Clare 1824 | Harpalice 1814 | Gohanna            | Gohanna            |
| 母 Marpessa 1830 | 母の母Clare 1824 | Harpalice 1814 | Amazon F-No.3-m    |                    |